# Terry Cavanagh (desenvolupador)
Terry Cavanagh (Tydavnet, Irlanda, 1984) és un dissenyador de videojocs irlandès amb seu a Londres, Anglaterra. Després d'estudiar matemàtiques al Trinity College de Dublín, Cavanagh va treballar breument com a analista de risc de mercat abans de centrar-se en el desenvolupament de videojocs a temps complet. Tots els seus títols comparteixen una estètica primitiva i minimalista. Ha creat més de dues dotzenes de videojocs, entre els quals els més destacables són VVVVVV, Super Hexagon i Dicey Dungeons. Se l'acredita com a programador d'Alphaland, un videojoc de plataformes de Jonas Kyratzes.

## Influències
Cavanagh esmenta que el videojoc de rol japonès Final Fantasy VII de 1997 és el seu joc preferit i l'acredita com a la seva inspiració per convertir-se en desenvolupador de videojocs. El 2009, Cavanagh va dir que l'escriptor d'aventura conversacional Adam Cadre és el seu desenvolupador preferit.

## Premis
- El joc de Cavanagh VVVVVV va guanyar el Festival IndieCade 2010 en la categoria de "Divertit/Atractiu".[5]
- El 2014, Cavanagh va ser nomenat a la llista anual "30 Under 30" de Forbes a la categoria de Jocs.[6]
- El 2019, el joc Dicey Dungeons de Cavanagh va guanyar el premi del Gran Jurat IndieCade 2019.[7]

## Videojocs
| Videojoc                                                                                              | Plataforma                                                                                              | Data de publicació |
| --- | --- | ------------------ |
| XOLDIERS                                                                                              | Microsoft Windows                                                                                       | 2008               |
| Squish                                                                                                | Microsoft Windows                                                                                       | 2008               |
| Self Destruct                                                                                         | Microsoft Windows                                                                                       | 2008               |
| Transport Stories                                                                                     | Microsoft Windows                                                                                       | 2008               |
| Never Opened                                                                                          | Microsoft Windows                                                                                       | 2008               |
| We Love Mind Control Rocket                                                                           | Microsoft Windows                                                                                       | 2008               |
| Judith                                                                                                | Microsoft Windows, Mac OS X, Linux                                                                      | 2009               |
| Pathways                                                                                              | Microsoft Windows                                                                                       | 2009               |
| Airplane Adventures                                                                                   | Adobe Flash                                                                                             | 2009               |
| The Baron's Volcano Party                                                                             | Adobe Flash                                                                                             | 2009               |
| DAS PÜZZELSPIELEN                                                                                     | Adobe Flash                                                                                             | 2009               |
| Nun Squad                                                                                             | Microsoft Windows                                                                                       | 2009               |
| Bullfist                                                                                              | Adobe Flash                                                                                             | 2009               |
| Nanny ZERO                                                                                            | Microsoft Windows, Mac OS X                                                                             | 2009               |
| Deterministica                                                                                        | Adobe Flash                                                                                             | 2009               |
| Airplane Adventures 2: The Return                                                                     | Adobe Flash                                                                                             | 2009               |
| The Best Years of my Life                                                                             | Adobe Flash                                                                                             | 2009               |
| Bullet Time                                                                                           | Adobe Flash                                                                                             | 2009               |
| Don't Look Back                                                                                       | Microsoft Windows, iOS, Android, OUYA                                                                   | 2009               |
| Radio Silence                                                                                         | Microsoft Windows, Mac OS X, Unity                                                                      | 2010               |
| N.O.T.T.U.B.                                                                                          | Adobe Flash                                                                                             | 2010               |
| Sumouse                                                                                               | Microsoft Windows                                                                                       | 2010               |
| Kozachok                                                                                              | Adobe Flash                                                                                             | 2010               |
| Going Forward                                                                                         | Adobe Flash                                                                                             | 2010               |
| Bababadalgharaghtakamminarronnkonnbronntonnerronn tuonnthunntrovarrhounawnskawntoohoohoordenenthurnuk | Adobe Flash, OUYA                                                                                       | 2010               |
| memrrtiks, suashem                                                                                    | Adobe Flash                                                                                             | 2010               |
| Phobiaphobiaphobia                                                                                    | Adobe Flash                                                                                             | 2010               |
| Red Sky                                                                                               | Microsoft Windows, Mac OS X, Unity,                                                                     | 2010               |
| Bridge                                                                                                | Adobe Flash                                                                                             | 2010               |
| VVVVVV                                                                                                | Microsoft Windows, Mac OS X, Linux, Nintendo 3DS, Nintendo Switch, PlayStation Vita, iOS, Android, OUYA | 2010               |
| American Dream                                                                                        | Microsoft Windows, OUYA                                                                                 | 2011               |
| Hero's Adventure                                                                                      | Adobe Flash                                                                                             | 2011               |
| Oiche Mhaith                                                                                          | Adobe Flash, OUYA                                                                                       | 2011               |
| At a Distance                                                                                         | Microsoft Windows                                                                                       | 2011               |
| Super Hexagon                                                                                         | iOS, Microsoft Windows, Mac OS X, Android, Blackberry 10, Linux, OUYA                                   | 2012               |
| ChatChat                                                                                              | Adobe Flash                                                                                             | 2012               |
| Hexagon                                                                                               | Adobe Flash, OUYA                                                                                       | 2012               |
| Harmonilr                                                                                             | Adobe Flash                                                                                             | 2012               |
| Griefer                                                                                               | Adobe Flash                                                                                             | 2012               |
| Notsnake                                                                                              | Adobe Flash                                                                                             | 2012               |
| Collapse                                                                                              | HTML5                                                                                                   | 2013               |
| Fountain                                                                                              | Adobe Flash                                                                                             | 2013               |
| Naya's Quest                                                                                          | Adobe Flash                                                                                             | 2013               |
| Experiment 12                                                                                         | Microsoft Windows, Mac OS X                                                                             | 2013               |
| Maverick Bird                                                                                         | Adobe Flash                                                                                             | 2014               |
| Moving Stories                                                                                        | Adobe Flash                                                                                             | 2014               |
| GRAB THEM BY THE EYES                                                                                 | Adobe Flash                                                                                             | 2015               |
| Copycat                                                                                               | Adobe Flash, Microsoft Windows, Mac OS X, Linux                                                         | 2015               |
| Constellation Machine                                                                                 | Microsoft Windows, Mac OS X, Linux, Adobe Flash                                                         | 2016               |
| Tiny Heist                                                                                            | Microsoft Windows, Mac OS, en línia                                                                     | 2016               |
| Dicey Dungeons                                                                                        | Microsoft Windows, macOS, Linux, Nintendo Switch                                                        | 2019               |
| Climb the Giant Man Obby                                                                              | Roblox                                                                                                  | 2021               |
| Anyone Could Be Struck By Lightning At Any Time                                                       | Roblox                                                                                                  | 2021               |
| State Machine                                                                                         | Microsoft Windows, macOS, Linux                                                                         | TBA                |